# Ernesto Gunche
Enrique Ernesto Gunche (Buenos Aires, Argentina; 1883-Idem; 1937) fue un director, editor, fotógrafo, guionista y productor de cine argentino. Fue uno de los pioneros directores de la cinematografía muda de Paraguay y Argentina.

## Carrera
Gunde conoció a su amigo y pariente Eduardo Martínez de la Pera de muy jóvenes y se iniciaron en la fotografía como amateurs en la Sociedad Fotográfica Argentina de Aficionados. En 1903 ganaron la medalla de oro del concurso anual de la institución por un trabajo fotográfico realizado conjuntamente, algo inédito en las competencias de la Sociedad. En 1904 Gunche viajó a Paraguay con el propósito de documentar fotográficamente una revolución popular que allí había estallado. Experimentó por primera vez durante ese viaje las limitaciones de la imagen fija y pronto se decidió a comprar una cámara cinematográfica Urban a un inglés que acababa de arribar y que se la vendió por 80 libras. Sin embargo, nunca pudo llevar a cabo su proyecto, pues ni los revolucionarios ni el ejército nacional lo admitieron entre sus filas.
Pionero cinematográfico, hizo las primeras filmaciones en Paraguay en 1905, según narra el realizador Manuel Cuenca en Historia de cine paraguayo. Durante todo 1905 trabajó en el documentales de índoles culturales y científicos, de los que también fue productor y editor, como Traslado de la Virgen de la Asunción de la iglesia hasta la casa particular; Su excelencia el presidente de la república Dr. Cecilio Báez, en compañía del ministro de guerra, Gral Benigno Ferreira; Mercado central, mercado guazú; y Desfile del marcial Cuerpo de Bomberos al mando del comandante González, donde aparece multitud de personas conocidas.
En 1911, ya en Buenos Aires, ambos iniciaron la producción de películas documentales, entre las que se destaca una titulada Las Cataratas del Iguazú. Para realizar este corto ambos organizaron una ambiciosa expedición de 5 meses a Iguazú, Guairá y la frontera de Paraguay y Brasil. Con canoas improvisadas atravesaron el Paraná, durmiendo donde podían y a su regreso trajeron una colección de vistas de la zona, sin precedentes para la
época. Estas fueron las primeras imágenes en movimiento de las cataratas, zona que, sin embargo, no era virgen para la lente fotográfica. En efecto, el registro de las bellezas naturales del país era una parte importante del proyecto de la Sociedad Fotográfica Argentina de Aficionados, que en 1908 había organizado una riesgosa expedición al Iguazú, compuesta por varios de sus miembros. Este hecho constituye entonces la primera muestra de la gran influencia de los temas fotográficos elegidos por la sociedad en los proyectos cinematográficos de Martínez de la Pera y Gunche.
Ambos continuaron trabajando juntos en proyectos documentales durante algunos años. En 1914, contratados por el gobierno nacional, realizaron trabajos para la Exposición Internacional de 1915 de San Francisco, California, organizada para conmemorar el fin dela construcción del Canal de Panamá y el cuarto centenario del descubrimiento del Océano Pacífico, y se llevaron la medalla de honor y la de plata, equivalentes a un 2.º y 4.º puesto. 
Intervino en varias producciones cinematográficas. En 1915 junto con Humberto Cairo y Eduardo Martínez de la Pera dirigen la película Nobleza gaucha, con guion de José González Castillo sobre los poemas Martín Fierro de José Hernández y Santos Vega de Rafael Obligado. La película estuvo protagonizada por Orfilia Rico, Arturo Mario, María Padín, Celestino Petray y Julio Scarcella. Esto permitió que la sociedad Gunche / de la Pera invirtiera en la construcción del primer gran estudio para la realización de películas, que se inauguró en el barrio de Belgrano. Logró recaudar unos 100.000 pesos mensuales durante sus 6 meses de exhibición, que superaron con creces los másde 20.000 pesos invertidos en su realización.
Un año después, dirige nuevamente junto a Martínez de la Pera, el filme Hasta después de muerta, con guion y protagónico del gran Florencio Parravicini; esta película contó con las actuaciones de Pedro Quartucci, Silvia Parodi, Argentino Gómez, Orfilia Rico, María Fernanda Ladrón de Guevara y Enrique Serrano. En 1920 dirige con Paz el cortometraje documental La mosca y sus peligros. En 1923 dirigieron las películas La casa de los cuervos, del cual también fueron los guionistas; y el El Fausto Criollo.
Con  Eduardo Martínez de la Pera lograron numerosos premios nacionales e internacionales (por ejemplo Medal of Honor in the Panamá – Pacific International Exposition en San Francisco).
En 1923 finalmente la Unión Cinematográfica Argentina que fundó junto con Martínez de la Pera, el estudio y laboratorio ubicado en la calle Andrés Arguibel en el barrio de Palermo, fue comprado por el director de fotografías Emilio Peruzzi y Fabio Tello.

## Filmografía

### Películas
- 1923: El Fausto Criollo
- 1923: La casa de los cuervos
- 1916: Hasta después de muerta
- 1915: Nobleza gaucha

### Documentales
- 1920: La mosca y sus peligros
- 1911: Las Cataratas del Iguazú
- 1905: Desfile del marcial Cuerpo de Bomberos al mando del comandante González, donde aparece multitud de personas conocidas
- 1905: Mercado central, mercado guazú
- 1905: Su excelencia el presidente de la república Dr. Cecilio Báez, en compañía del ministro de guerra, Gral Benigno Ferreira
- 1905: Traslado de la Virgen de la Asunción de la iglesia hasta la casa particular